# Giulio Cesare Trabacchi
Giulio Cesare Trabacchi (Roma, 1884 – Roma, 1959) è stato un fisico italiano.
Direttore del laboratorio di fisica dell'ISS dal 1922 al 1958, collaborò con Enrico Fermi dal 1934 al 1938 svolgendo pregevoli ricerche sulla radioattività e sui neutroni.
Nel 1938 realizzò in Italia un acceleratore di ioni positivi; durante la seconda guerra mondiale costruì il primo microscopio elettronico in Italia.